# 索羅奇內 (扎波羅熱州)
47°59′11″N 36°0′50″E / 47.98639°N 36.01389°E
索羅奇內（烏克蘭語：Сорочине）是位於烏克蘭東南部的村莊，由扎波羅熱州扎波羅熱区的新米科拉伊夫卡市鎮負責管轄。該村始建於1884年，面積5.56平方公里，海拔高度125米，2001年人口130，人口密度每平方公里23.4人。